# 糸里
糸里（いとさと、生没年不詳）は、江戸時代末期の女性。新選組幹部永倉新八が記した『浪士文久報国記事』『新選組顛末記』では、「輪違屋糸里」とされている。

## 生涯

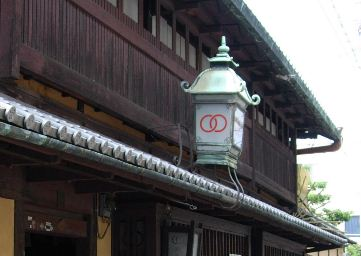
輪違屋

京都島原の置屋「輪違屋」の天神（芸妓）で、新選組の副長助勤で筆頭局長・芹沢鴨の一派であった平間重助の馴染みの女性といわれる。
糸里は、芹沢鴨暗殺事件の際に現場に居合わせていたといわれており、当日の糸里の様子については昭和の初めに子母澤寛が八木為三郎（新選組が屯所にしていた八木家の子息）から聞き書きした『新選組遺聞』にある。
それによると、文久3年（1863年）9月18日、日も暮れたので寝ようと為三郎と弟が玄関左手の寝屋へ入ったら、知らない女の人が床にしゃがんでいた。為三郎らが驚いて母（おまさ）に知らせると、母は驚く風でもなく別の部屋に床を敷いた。隊士と馴染みの女が家に黙って入り込むことはよくあったらしく、この女性が糸里だった。
その後、平山五郎の馴染みの芸妓の桔梗屋吉栄がやって来て、芹沢の愛人のお梅や八木家の女中とお勝手で談笑していた。やがて芹沢、平山、平間が帰ってきて、芹沢とお梅、平山と吉栄は奥の10畳間へ、平間は糸里のいる玄関口の部屋へ入って同衾して寝た。
芹沢たちが寝入った深夜、数人の男たち（試衛館派の土方歳三、山南敬助、沖田総司、原田左之助という説が有力）が奥の部屋へ踏み込み、芹沢・平山・お梅を殺害して立ち去った。騒ぎを聞きつけた平間も事情を察し逃亡した。そして（暗殺事件の張本人の）近藤勇と土方歳三が八木家へ事情を聴きにやってきた時には、糸里と吉栄もどこかへ姿を消していたといわれている。
しかし、輪違屋に糸里という名の芸妓がいたという記録はなく、糸里の素性やその後は一切不明である。